# Dečina
Dečina este o localitate din comuna Črnomelj, Slovenia, cu o populație de 126 locuitori, conform recensământului din anul 2002.